# 領域別病名一覧
領域別病名一覧（りょういきべつびょうめいいちらん）

## 脳・脊髄・神経に関する病名の一覧
- 脳血管障害
  - 脳梗塞
  - 脳出血(脳溢血)
  - 脳卒中
- 痴呆性疾患
  - アルツハイマー病(Alzheimer's disease;AD)
- 脱髄性疾患
  - 多発性硬化症(Multiple Sclerosis;MS)
  - 急性散在性脳脊髄炎(Acute disseminated encephalomyelitis;ADEM)
- 変性疾患
  - パーキンソン病(Parkinson's disease;PD)
  - パーキンソン症候群(Parkinsonian syndrome)
  - 筋萎縮性側索硬化症(Amyotrophic lateral sclerosis;ALS)
  - オリーブ橋小脳萎縮症（Olivopontocerebellar atrophy (OPCA)；多系統萎縮症 Multiple system atrophy）

## 目に関する病名の一覧
- 白内障
- 緑内障
- ドライアイ
- 結膜炎
- トラコーマ

## 歯に関する病名の一覧
- う蝕
- 咬耗症

## 内科に関する病名の一覧
- 代謝学
  - 糖尿病
  - 高脂血症
  - 痛風　高尿酸血症
- 循環器学
  - 虚血性心疾患
  - 動脈硬化症
  - 高血圧